# Palpita argoleuca
Palpita argoleuca là một loài bướm đêm trong họ Crambidae.